# Woodhouse Studio
Das Woodhouse Studio ist ein Tonstudio in Hagen, das vom Musikproduzenten Siggi Bemm betrieben wird.

## Geschichte
Ende der 1970er Jahre begann Siggi Bemm in einem Holzhaus im elterlichen Garten damit, eigene Musik aufzunehmen. Daraus wurde schnell ein Treffpunkt der Hagener Musikszene um Bands wie Extrabreit oder Grobschnitt. Das Holzhaus wurde während der 1980er Jahre jedoch zu klein für Bemms Ambitionen. Im Jahre 1987 fand er in Dortmund einen Fachwerk-Bauernhof, wo er das Woodhouse Studio gründete. Anfang der 1990er Jahre musste Bemm den Hof verlassen, da das Gelände von einer Erbengemeinschaft kurzfristig verkauft wurde. Bemm fand in der Hagener Innenstadt neue Räumlichkeiten für sein Studio. Das Studio verfügt über zwei Aufnahmeräume auf zwei Etagen und bietet 700 Quadratmeter Platz.
Zu Bemms Kunden gehören in erster Linie Bands aus den Genres Rock und Metal. Bemm arbeitete aber auch mit Künstlern wie Peter Maffay, Joachim Witt, Udo Lindenberg, Heinz Rudolf Kunze, Phillip Boa, Randy Becker, Larry Coryell oder Lee Buddah zusammen. Siggi Bemm wurde 1996 bei dem deutschen Musikpreis Comet in der Kategorie Bester Produzent nominiert. Die von Bemm produzierten Alben Nexus Polaris und Animatronic von The Kovenant wurden 1998 bzw. 1999 mit dem norwegischen Musikpreis Spellemannprisen ausgezeichnet. Neben Siggi Bemm nutzt auch der Produzent Waldemar Sorychta das Woodhouse Studio.

## Werke
Die folgende Liste führt eine Auswahl von im Woodhouse Studio aufgenommenen Alben auf. Die Liste erhebt keinen Anspruch auf Vollständigkeit.
- Angel Dust: Bleed, Enlighten the Darkness
- Bloodflowerz: 7 Benedictions / 7 Maledictions
- Borknagar: The Olden Domain, The Archaic Course
- Caliban: Shadow Hearts
- Colour Trip: Full-Time Function
- Crows: The Dying Race
- Dismal Euphony: All Little Devils
- The Dogma: Black Roses
- Farmer Boys: Countrified, The Other Side, Till the Cows Come Home
- Flowing Tears: Jade, Razorbliss, Serpentine
- The Gathering: Mandylion, Nighttime Birds
- Grip Inc.: Power of Inner Strength, Nemesis, Solidify, Incorporated
- The Kovenant: Nexus Polaris  1, Animatronic, SETI
- Lacuna Coil: In a Reverie, Unleashed Memories, Comalies, Karmacode
- Lunacy: Fairytales of a New Breed
- Moonspell: Irreligious, Sin / Pecado, Memorial
- Morgoth: Cursed, Odium, Feel Sorry for the Fanatic
- My Insanity: Still Dreams in Violent Areas, Solar Child
- Phantoms of Future: Call of the Wild, Chimera
- Power of Expression: X-Territorial
- Pyogenesis: Mono… Or Will It Ever Be the Way It Used to Be, She Makes Me Wish I Had a Gun
- Rotting Christ: A Dead Poem, Sleep of the Angels
- Samael: Ceremony of Opposites
- Sentenced: Down, Frozen
- Sodom: Genesis XIX
- Theatre of Tragedy: Aégis
- Therion: Vovin, Deggial
- Tiamat: The Astral Sleep, Clouds, Wildhoney, A Deeper Kind of Slumber, Skeleton Skeletron, Amanethes, The Scarred People
- Tristania: Illumination
- Unleashed: Where No Life Dwells, Shadows in the Deep